# Villa Di Napoli
La Villa Di Napoli (o Villa Napoli) è una villa seicentesca di Palermo, di origini normanne, situata nell'attuale quartiere di Cuba-Calatafimi, ed inserita nell'area del "Genoardo", parco reale extraurbano su cui sorgevano vari Sollazzi Regi, oggi più importante zona commerciale di Corso Calatafimi.
Sorta nel ‘500 come trasformazione per uso agricolo della Torre Alfaina o Cuba soprana, l’antico padiglione del parco reale normanno, venne ristrutturata nel XVII secolo quando era di proprietà dei Rao, quindi nel ‘700 quando passò al giurista Carlo Di Napoli.
Il complesso dispone di due accessi: il primo sul frontespizio della villa si trova in via Michele Titone, mentre il secondo, sul cortile retrostante, è sito in via Francesco Speciale.

## Storia
All'interno del parco reale del Genoardo i Normanni avevano fatto costruire anche la Cuba soprana e la Cubula, detta Piccola Cuba, per distinguerla dalla Cuba.

### Cuba soprana

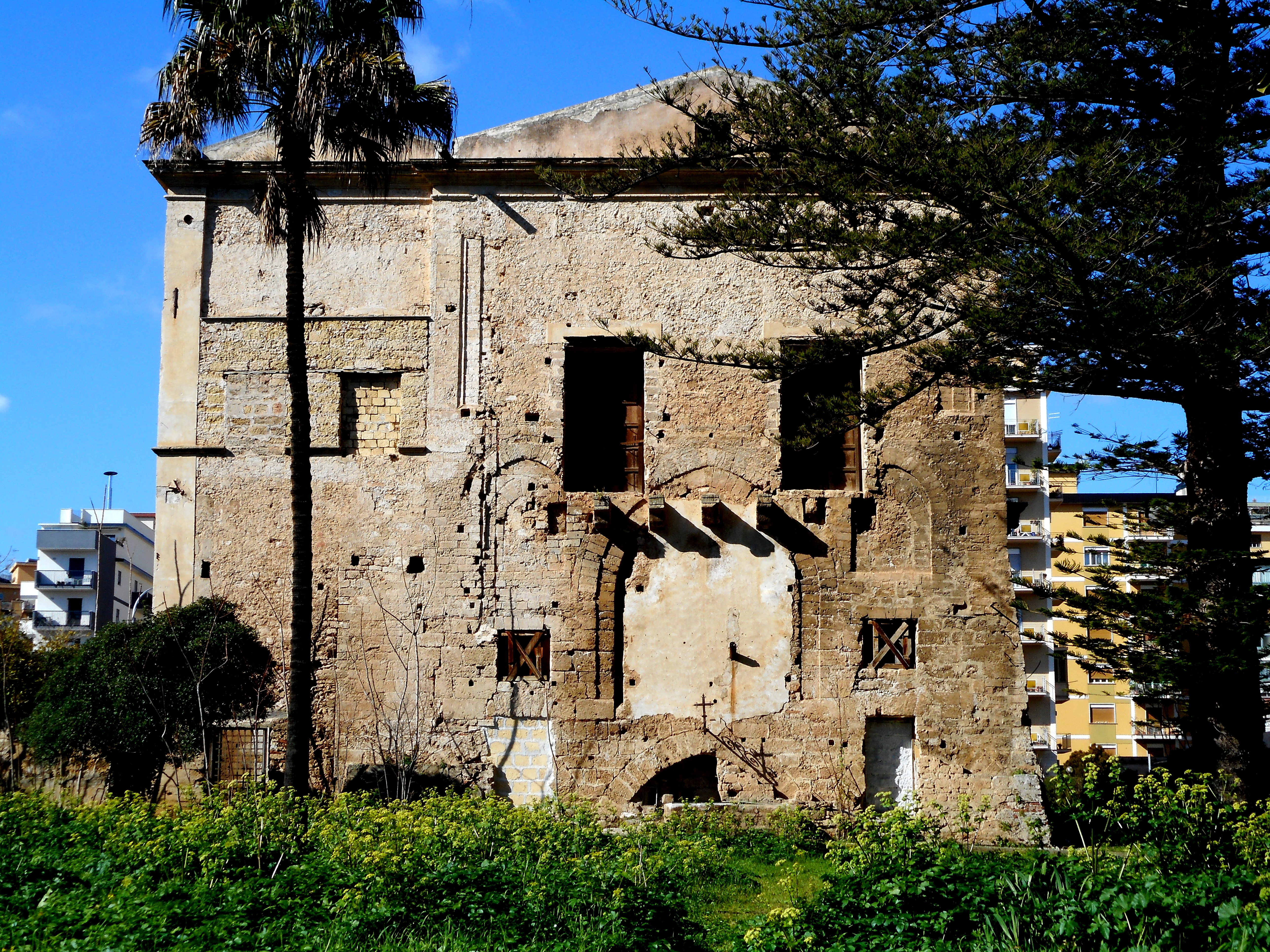
Resti della Cuba soprana

La villa sorse come una torre normanna e ingloba i resti della struttura della Cuba soprana, originariamente nota con il nome di "torre Alfaina", della quale restano visibili tratti di murature e un arco nel fronte orientale della costruzione.

### Piccola Cuba

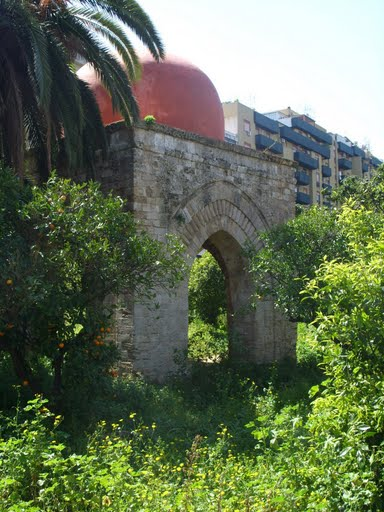
La Cubula

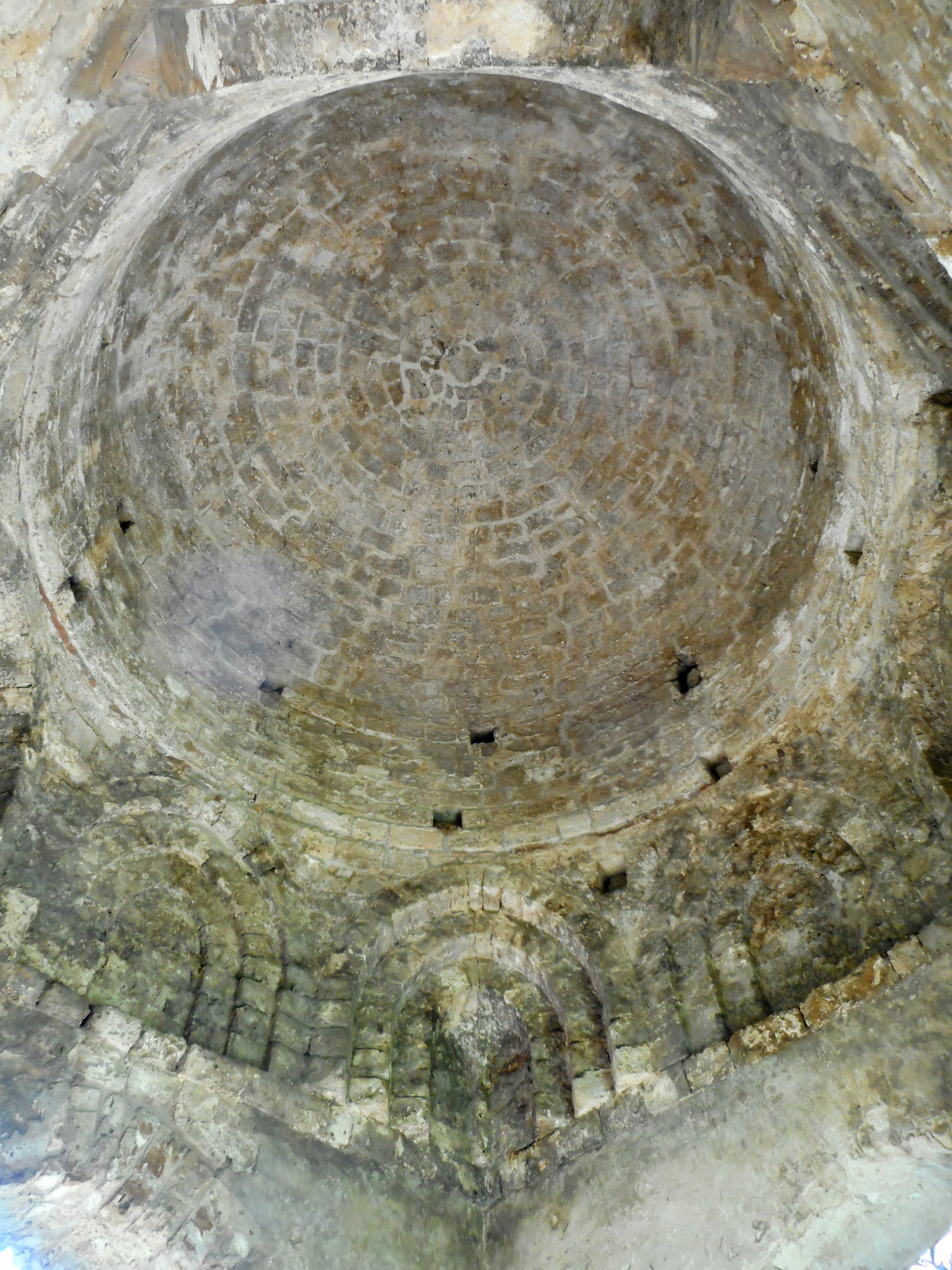
Interno della Cubula

Oggi la Piccola Cuba si trova all'interno del giardino. Fu costruita intorno al XII secolo. Solo il chioschetto però, a poche centinaia di metri di distanza dalla villa, è rimasto immutato nei secoli.

### Il palazzo
Il palazzo normanno subì nei secoli trasformazioni ed ampliamenti ad opera di vari proprietari, alcuni dei quali possono essere identificati: i Ventimiglia, i Galletti, i Rao e Torres, i Napoli. Noto anche come Torre Alfaina, ebbe rifacimenti rinascimentali e fu trasformato infine nel Seicento in una villa a pianta rettangolare, alla quale venne aggiunta la scalinata a doppia rampa in facciata per l'accesso al piano nobile.
Divenne di proprietà del giurista Carlo Napoli, dal quale riprende il nome attuale, nel 1730 e ancora nel Settecento le volte del salone nobile e una annessa piccola chiesa dedicata a santa Rosalia vennero affrescati da Vito D'Anna.
Decadde in seguito per abbandono, subendo anche numerosi furti. Nel 1991 fu ceduta dalla famiglia Napoli alla Regione Siciliana e fu sottoposta a interventi di consolidamento delle strutture e di restauro. Attualmente se ne attende la riapertura da parte delle autorità competenti.